# Dewi Sartika
Dewi Sartika (Bandung, 4 dicembre 1884 – Reggenza di Tasikmalaya, 11 settembre 1947) è stata un'educatrice indonesiana.

## Biografia
Dewi Sartika nacque in una famiglia aristocratica da Raden Somanegara, Paith (vicereggente) di Bandung, e da Raden Aju Radjapermas, figlia del Bupati (reggente) della città. Dopo che suo padre venne esiliato sull'isola di Ternate per aver cospirato contro il governo coloniale olandese, Dewi Sartika venne affidata a un suo zio che era Paith di Tjitjalengka. Qui trovò un ambiente conservatore che differiva dal contesto liberale in cui era cresciuta. Suo zio infatti riteneva che una donna non dovesse necessariamente saper leggere e scrivere, ma che fosse utile che si occupasse degli affari domestici.
In quanto unica donna alfabetizzata della casa, a Dewi Sartika veniva chiesto dalle altre donne della famiglia di leggere per loro le lettere che ricevevano. Sartika si rese subito conto della gravità della situazione e di come le donne potessero facilmente essere ingannate. Iniziò così a insegnare a leggere e a scrivere alle donne che frequentavano la sua casa, tutte di bassa estrazione sociale al contrario delle donne dell'aristocrazia locale, che invece rimasero analfabete.
Dopo la morte di suo padre tornò a Bandung, dove nel frattempo gli olandesi avevano confiscato i beni di famiglia, e il 16 gennaio 1904 inaugurò la prima scuola femminile dell'Indonesia nel Kabupaten, il palazzo della reggenza della città. La scuola, intitolata Sekolah Istri ("Scuola delle scienze domestiche"), contava inizialmente tre insegnanti, ma dopo solo un anno venne trasferita in un edificio più grande. Vi si insegnavano materie economiche, artigianato, cucito, tombolo, ricamo e altre attività che potessero garantire alle studentesse una certa indipendenza economica. Nel 1910 vennero inaugurati i corsi di cucina, stiratura, lavaggio e batik e gradualmente vennero fondati istituti simili in altre città.

## Riconoscimenti
Il 16 gennaio 1919, in occasione del 35º anniversario della scuola, Dewi Sartika venne insignita di importanti medaglie e onorificenze per i suoi servigi al governo e alle donne indonesiane. Su Decreto presidenziale n. 252 del 1966, Dewi Sartika venne nominata Eroina dell'indipendenza nazionale.